# ピエール・デュポン (指揮者)
ピエール・レオン・デュポン（Pierre Léon Dupont、1888年5月3日 - 1969年9月18日）はフランスの指揮者、編曲家。

## 来歴
パ＝ド＝カレー県サントメールに生まれ、同地の国立音楽学校でフルートをアンリ・フィユールに学んだ後、1905年にパリ音楽院に入学して和声とフルートを学び、軍楽隊での経験を経て、1927年にコンクールでギャルド・レピュブリケーヌ吹奏楽団の第6代楽長に選任され、1944年までその任に就いた。
その後、SACEM（fr:Société des auteurs, compositeurs et éditeurs de musique、フランスの著作権管理団体）の副会長などを務めたが、1969年にオー＝ド＝セーヌ県シュレンヌで没した。
ギャルド・レピュブリケーヌ吹奏楽団の楽長時代には、1933年に楽員の定員を77名から83名に増員し、コントラバスクラリネットやハープを導入して編成の充実を図った。また、管弦楽曲などからの吹奏楽編曲を数多く手がけてレパートリーの拡張に力を注ぎ、楽団の黄金時代を築いた。これらの編曲作品の多くは出版され、日本を含め他の吹奏楽団によっても演奏されている。

## 主要作品

### 吹奏楽編曲
- アルビノーニのアダージョ
- バッハ：トッカータとフーガ ニ短調
- ベートーヴェン：『エグモント』序曲
- ベルリオーズ：序曲『ローマの謝肉祭』、『ベンヴェヌート・チェッリーニ』序曲、『ファウストの劫罰』より「ハンガリー行進曲」
- シャブリエ：『いやいやながらの王様』より「ポーランドの祭り」
- ドビュッシー：牧神の午後への前奏曲
- ドヴォルザーク：交響曲第9番「新世界より」
- グラナドス：ゴイェスカス
- イベール：『寄港地』より「チュニス－ネフタ」「バレンシア」
- リスト：ハンガリー狂詩曲第2番
- メンデルスゾーン：フィンガルの洞窟、序曲『リュイ・ブラース』
- ラヴェル：ボレロ、亡き王女のためのパヴァーヌ
- スメタナ：『我が祖国』より「モルダウ」
- ストラヴィンスキー：バレエ組曲『火の鳥』
- チャイコフスキー：イタリア奇想曲
- ウェーバー：『オイリアンテ』序曲、『魔弾の射手』序曲、『オベロン』序曲